# Де Роберти, Адольф Адольфович
Де Роберти, Адольф Адольфович (1824, Харьков — 23 апреля (6 мая) 1909, С.-Петербург) — цензор, участник Кавказской войны, действительный статский советник.

## Биография
Из дворян. Лютеранин. Младший сын педагога и кавалера, выходца из Швейцарии, отставного капитана артиллерии бывших польских войск Адольфа Ивановича де Роберти, на протяжении 35 лет, до 1843 года, содержавшего в Харькове один из лучших частных мужских пансионов для дворян, работавшего на правах среднего учебного заведения.
Первоначальное образование получил в пансионе отца. С 17 (29) августа 1839 поступил своекоштным студентом на юридический факультет Харьковского университета. В службе с 7 (19) февраля 1844 протоколистом Кавказской казённой палаты, затем откомандирован для занятий к начальнику Кавказской области. С 10 (22) июля 1845 назначен чиновником особых поручений при виленском гражданском губернаторе, в октябре того же года правителем его канцелярии. С 18 (30) октября 1846 император высочайше повелеть соизволил, коллежского секретаря А. А. де Роберти, «выслужившего более двух лет с особенным одобрением начальства, произвести, за отличие, в титулярные советники»; с 30 августа (11 сентября) 1849 пожалован в чин коллежского асессора. В 1850 назначен делопроизводителем Комитета в Вильне для составления проекта об устройстве смирительного и рабочего дома. В 1851 причислен к Министерству внутренних дел, с 1852 по 1855 — чиновник особых поручений при Департаменте духовных дел иностранных исповеданий. Оставшись за штатом, с 1 (13) января 1855 уволен в отставку, в чине надворного советника.
Был в отставке с 1 (13) января 1855 по 31 марта (12 апреля) 1862. Из отставных надворных советников, c 31 марта (12 апреля) 1862 определён в службу цензором С.-Петербургского цензурного комитета, состоявшего в ведении М-ва народного просвещения, затем в ведении Главного управления по делам печати М-ва внутренних дел.
На протяжении 1862 года – периода подготовки реформы цензурного ведомства, в С.-Петербурге стали издаваться дешевые летучие листки эротического содержания: «Петербургская клубничка», «Бубенчик», «Щелчок», «Клубничка» и проч. В отношении министра внутренних дел от 5 (17) декабря 1862, к министру народного просвещения, говорилось, что 10-копеечный листок «Петербургская клубничка» «наполнен описанием безнравственных и грязно-отвратительных сцен. Сам издатель сознается, что рассказы его грязны, а стихотворения сальны. Настоящий листок, по крайне неблагопристойному и развратному содержанию своему, может иметь весьма вредное влияние на нравственность читателей, особенно для низших классов общества, которым он доступен по дешевизне своей. А потому <…> я имею честь сообщить о сем вашему превосходительству на благоусмотрение».  7 (19) декабря 1862 по С.-Петербургскому цензурному комитету отдано распоряжение, предписывающее подобные листки и брошюры дозволять к печати только с разрешения цензурного комитета. 18 (30) декабря 1862 министр народного просвещения прислал в СПЦК следующее отношение: «Усматривая, что в последнее время стали появляться, с разрешения цензуры, в высшей степени безнравственные издания, как, например, напечатанный в Петербурге листок, под заглавием «Петербургская клубничка» <…> я прошу ваше превосходительство сделать строгое замечание цензору с.-петербургского комитета, который не исполнил в настоящем случае правил цензурного устава и сообщить мне его фамилию». C 21 декабря 1862 (2 января 1863) А. А. де Роберти был уволен от службы, за одобрение к изданию летучего листка «Петербургская клубничка»
Был в отставке с 21 декабря 1862 (2 января 1863) по 16 (28) марта 1863.  С 16 (28) марта 1863 по 1 (13) сентября 1873 года вновь служил на должности цензора С.-Петербургского цензурного комитета: с 26 февраля (9 марта) 1864 — в чине коллежского, с 26 февраля (9 марта) 1868 — статского, с 16 (28) апреля 1872 — действительного статского советника.
Цензурировал газеты «Петербургский листок», «Петербургская газета», «Весть», журналы «Современник», «Век» и др. столичные периодические издания. Цензурировал книги российский и зарубежных авторов, многие из которых были запрещены к изданию сразу, или впоследствии:
- Семейство. Мать. Сочинение Е. Пеллетана. Пер. под ред. Н. Н. Баллина. —СПб., тип. Н. Тиблена и К° (Н. Неклюдова), 1866.
- Клод Ге. Сочинение Виктора Гюго. Пер. с франц. — СПб., тип. Головачева, 1867.
- Вольтер, его жизнь и сочинения. Давида Фридриха Страуса. Лекции, читанные при Гессен-Дармштадском дворе. Пер. с нем. под ред. Н. Н. Страхова. ― СПб., тип. бр. Глазуновых, 1871.
- Для всякого употребления. Стихи П. В. Шумахера. ― СПб., изд. А. Гиероглифова, тип. Скарятина, 1872.
- Сочинения Д. И. Писарева. Ч. IV. 2-е изд. ―СПб., тип. Ф. С. Сущинского, 1872.

Как цензор упоминается в воспоминаниях многих писателей, журналистов и издателей. С 1 (13) сентября 1873, по прошению, уволен от службы, с мундиром, должности присвоенном. В С.-Петербурге за ним был собственный дом, на Козьем Болоте (ныне ― площадь Кулибина), под № 5.

## Награды
- Орден Святого Станислава 2 степени (19.04.1864)
- Крест «За службу на Кавказе» (1864).
- Орден Святой Анны 2 степени (16.04.1867)
- Орден Святого Владимира 3 степени (17.04.1870)

## Семья
- Отец – отставной капитан артиллерии польских королевских войск А. И. де Роберти, старшина харьковской лютеранской церковной общины, харьковский домовладелец. За ним дворовое владение, с каменным и деревянным строением и садом, состоящее в Харькове, 3-й части, в Дмитриевском приходе. В каменном доме жила семья А. И. де Роберти, в одноэтажном деревянном здании, выходившим углом на Благовещенскую и Дмитриевскую улицы, находился пансион де Роберти. По воспоминаниям современников, преподавателями старших классов пансиона были все профессора Харьковского университета. Среди педагогов: И. И. Срезневский, Н. И. Костомаров, И. В. Корженевский[6], М. П. Клобуцкий, А. Л. Метлинский (Амвросий Могила), М. И. Ильенко и др. «Своих пансионеров Адольф Иванович содержал прекрасно, даже, можно без преувеличения сказать, роскошно <…> А. И. также не скупился щедро оплачивать труд и преподавателей»[7]. Домовладение это, по купчей крепости от 21 мая (2 июня) 1843, писанной в С.-Петербургском гражданском надворном суде, А. И. де Роберти продал подпоручице Варваре Сергеевой Абазе, за 15 714 руб. серебром[8]. Позднее на месте дома и пансиона де Роберти находился харьковский общественный сад «Тиволи», принадлежавший купцу Гладкову. За труды по содержанию пансиона, с 18 (30) декабря 1837 высочайше пожалован орденом Св. Анны 3 степени «за доставление пансиону в продолжении 19-летнего существования, без всякого со стороны казны пособия, похвальной известности и приготовление 112-ти благородных детей к службе»[9]. Несмотря на 35-летнее содержание пансиона и взимание с родителей воспитанников высокой платы, от 1000 до 1500 руб. ассигнациями в год, А. И. де Роберти умер «в крайней нищете». Жена ― Роза Ивановна, работала в том же пансионе.
- Брат ― действительный статский советник Александр Адольфович де Роберти, председатель Кавказской[10], затем Виленской[11]  казённых палат, и. д. виленского гражданского губернатора.
- Брат ― статский советник (2.11.1855)[12]  Эмилий Адольфович де Роберти, чиновник особых поручений VI класса при виленском военном, гродненском и ковенском генерал-губернаторе, затем правитель канцелярии виленского военного губернатора и генерал-губернатора гродненского и ковенского[13]. Одновременно с занимаемой должностью назначен попечителем госпиталя «Савич» в г. Вильне[14].
- Жена ― с 31 января (12 февраля) 1854 [15] был женат на девице Ольге Адамовне Ноинской (22.05.1831-не ранее 25.01.1899), богатой порховской помещице, дочери тайного советника А. И. Ноинского.За О. А. де Роберти состояло крупное родовое имение: сельцо Железницы и 40 деревень, в т. ч. дер. Дологуша, дер. Семеща, Малышева, дер. Лешина, дер. Шейкина, дер. Еловец, дер. Селица и др. — по р. Шелони, в Горомулинской волости, Порховского уезда, Псковской губернии, в коем, по 10-й ревизии ― 1858, было 706 крепостных душ муж. пола. После крестьянской реформы 1861 за ней оставалось 660 крестьянских наделов и, сверх того, 7592 десятин земли.

Их дети:
- Калерия Вакуэр-Падери (3.01.1855—?) ― капитанша. С 24 февраля (7 марта) 1880 во Флоренции вышла замуж за 35-летнего капитана итальянского Генерального штаба и кавалера Людвига Вакуэр-Падери[16].
- Екатерина (18.07.1856—?).

В пансионе А. И. де Роберти получил образование воспитанник Николай Петрович Могилатов (1824―18.08.1878), с 27 августа (8 сентября) 1841 поступивший на юридический факультет Харьковского университета, а впоследствии действительный статский советник, член общего присутствия Хозяйственного управления при Святейшем Синоде. С 12 февраля 1856 года  он женился на девице Лидии Адамовне Ноинской (1833―не ранее 11.04.1913) ― другой дочери тайного советника А. И. Ноинского и родной сестре Ольги Адамовны де Роберти. Он же ― Н. П. Могилатов, был поручителем А. А. де Роберти на венчании с О. А. Ноинской.